# Guarda dove vai
Guarda dove vai è un singolo di Vasco Rossi, uscito nel 1990 e contenuto nel doppio album live Fronte del palco.